# Hubert Lyautey
Louis Hubert Gonzalve Lyautey (Nancy, Lotaringia, Franciaország, 1854. november 17. – Thorey, Lotaringia, 1934. július 21.); francia tábornok, politikus. Az Indokínában és Afrikában (Algériában, Marokkóban, Madagaszkáron) folytatott francia gyarmatosító háborúkban szerzett katonai hírnevet, és kapott tábornoki rangot. 1912-től a Francia Akadémia tagja. Az első világháború kitörésekor hazatért Marokkóból, 1916–17 között Franciaország hadügyminisztere volt. 1921-ben Franciaország marsalljává (maréchal de France) emelték.

## Élete

### Fiatalkora
Lyautey egy gazdag arisztokrata család sarjaként látta meg a napvilágot 1854-ben. Családjának számos férfi tagja katonaként szolgált, így számára is a katonai pálya kínálkozott.b1873-ban jelentkezett a saint-cyri katonai akadémiára. Az iskola befejezés után, 1877-ben már őrnagy volt. Lovassági tisztként Algériába való áthelyezését kérte. 

### Katonai szolgálata
Algériában a későbbi hadügyminiszter, Joseph Gallieni parancsnoksága alá került, ahol több évet szolgált. Később Francia-Indokínában szolgált, 1894-től 1897-ig. 1897-ben elkerült Indokínából, ahonnan Madagaszkárra helyezték, ismét Gallieni parancsnoksága alá. Az 1896–98 között zajló háborúban több ízben is ő vezette a francia csapatokat. Sikeres hadjárata és katonai erényeinek hatására tábornokká léptették elő 1902-ben. Madagaszkárról Marokkóba került, ahol erős kézzel megpróbálta érvényesíteni a francia érdekeket. A gyarmat irányításakor a többször is kipróbált „Oszd meg, és uralkodj!” gyarmati politikát választotta.
1912-ben beválasztották a Francia Akadémia tagjai (a „halhatatlanok”) közé.
Az első világháború kitörésekor Lyautey tábornok még Marokkóban tartózkodott, csupán 1916-ban tért haza, hogy elvállalja a hadügyminiszteri posztot Aristide Briand kormányában. Lyautey idejében mentették fel tisztségei alól Joseph Joffre francia főparancsnokot, főleg a verduni csatában elszenvedett hatalmas veszteségek miatt.
A háború után visszatért Marokkóba a korábban betöltött katonai kormányzói (premier résident général) tisztségébe. 1921-ben tábornagyi (maréchal de France) rangra emelték. Az arab függetlenedési törekvések következtében 1925-ben elvesztette gyarmati kormányzói pozícióját.

### Utolsó évei, temetései

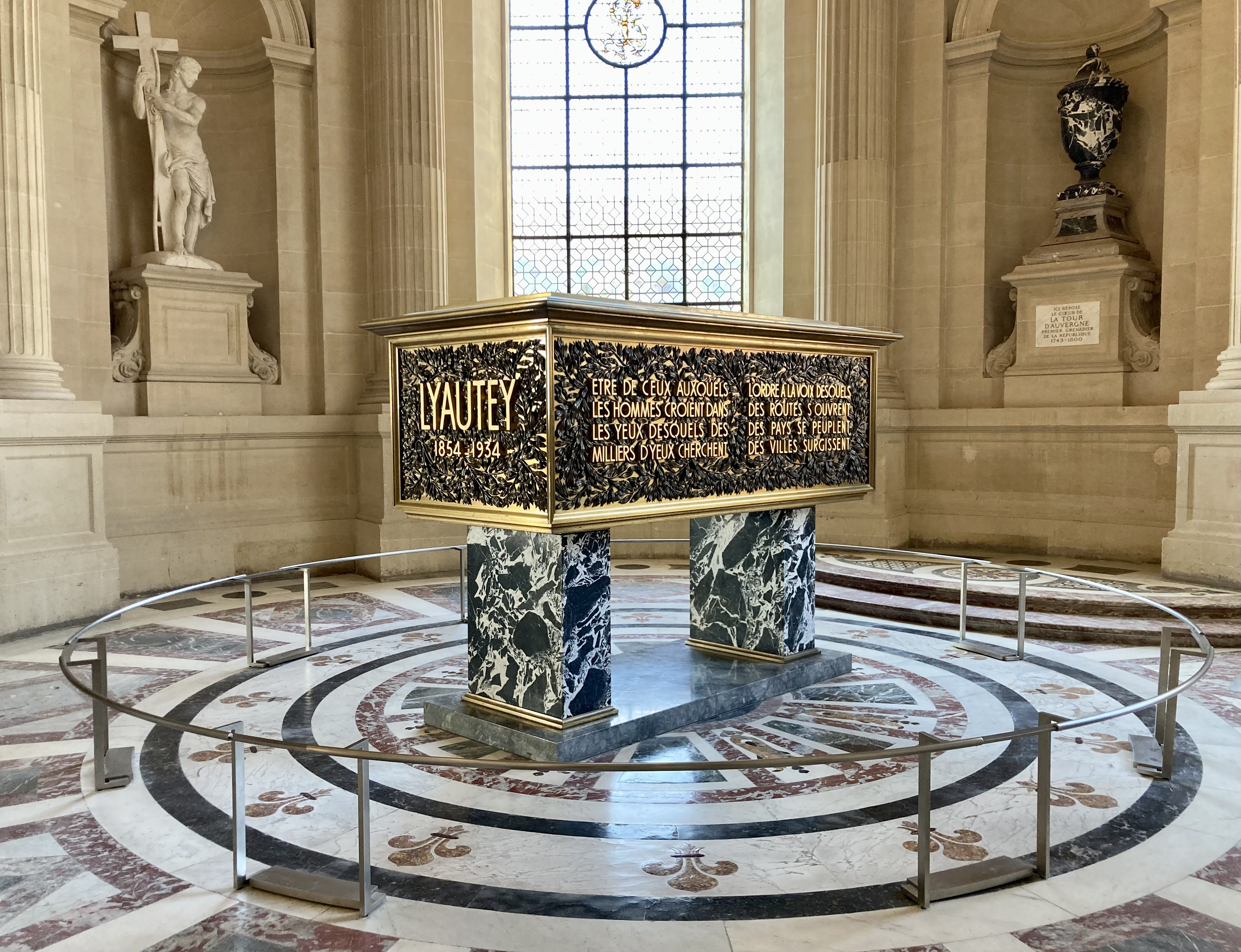
Lyautey sírja az Invalidusok Dómjában

Később részt vett a Benito Mussolini által vezetett fasiszta mozgalomban, ez csorbította megszerzett hírnevét és megbecsülését.
Utolsó éveit saját kastélyában, a lotaringiai Thorey-ben töltötte. Itt hunyt el 1934-ben. Testét először a Condé hercegek mauzóleumában, a nancyi ferences barátok  templomában (Église des Cordeliers) helyezték el. Egy évvel később Lyautey marsall földi maradványait nagy tisztelőjének, a marokkói szultánnak kérésére Marokkóba szállították, és Rabatban temették el, nagy állami pompával. 1961-ben de Gaulle tábornok-elnök kívánságára koporsóját hazaszállították Franciaországba, és a párizsi Invalidusok dómjában helyezték örök nyugalomra.
Franciaországban több közterület viseli Lyautey marsall nevét. Lyonban teret, Párizsban sugárutat neveztek el róla. 1985-ben a párizsi Invalidusok dómjával szemben, a Denys Cochin téren felállították Lyatey marsall egész alakos bronzszobrát. A várost, ahol elhunyt, emlékére Thorey-Lyautey-nak keresztelték át.